# Kanton Strasbourg-1
Strasbourg-1 is een kanton van het Franse departement Bas-Rhin. Het kanton maakt deel uit van het arrondissement Strasbourg.
Het kanton omvat uitsluitend een deel van de gemeente Straatsburg.